# Los Mautos
Los Mautos är en ort i Mexiko.   Den ligger i kommunen Choix och delstaten Sinaloa, i den nordvästra delen av landet, 1 300 km nordväst om huvudstaden Mexico City. Los Mautos ligger 189 meter över havet och antalet invånare är 199.
Terrängen runt Los Mautos är platt åt sydost, men åt nordväst är den kuperad. Runt Los Mautos är det mycket glesbefolkat, med 7 invånare per kvadratkilometer. Närmaste större samhälle är Choix, 17,9 km öster om Los Mautos. I omgivningarna runt Los Mautos växer huvudsakligen savannskog.